# Distrito de Amarilis
El distrito de Amarilis, también llamado por su nombre original distrito de Paucarbamba, es uno de los trece que conforman la provincia de Huánuco en el departamento homónimo en la Sierra central del Perú. Se halla en la margen derecha del río Huallaga.
Desde el punto de vista jerárquico de la Iglesia católica forma parte del Diócesis de Huánuco.

## Geografía
Abarca una superficie de 134,69 km² y tiene una población estimada mayor a 67 300 habitantes. Su capital es el centro poblado de Paucarbamba.
Historia 
El distrito fue creado el 1 de junio de 1982 mediante Ley N° 23419, en el gobierno del presidente Fernando Belaúnde Terry.

## Autoridades

### Municipales
- 2023 - 2026 
  - Alcalde: Roger Hidalgo Panduro
- 2019 - 2022[3]
  - Alcalde: Antonio Leónidas Pulgar Lucas, de Avanzada Regional Independiente Unidos por Huánuco.
  - Regidores:

  1. Kerling Álex Celestino Vasquez (Avanzada Regional Independiente Unidos por Huánuco)
  2. Darlin Borja Valerio (Avanzada Regional Independiente Unidos por Huánuco)
  3. Rusbel Samuel Chávez Mateo (Avanzada Regional Independiente Unidos por Huánuco)
  4. Germany Yusep Gómez Marín (Avanzada Regional Independiente Unidos por Huánuco)
  5. Iván Carlos Bustamante Simon (Avanzada Regional Independiente Unidos por Huánuco)
  6. Orlando Jhonson Roque Pilco (Avanzada Regional Independiente Unidos por Huánuco)
  7. Alan Manuel Rubin Robles (Acción Popular)
  8. Guillermo Pagano Rosales (Movimiento Político Cambiemos x Huánuco)
  9. Rubén Rodríguez Rivera (Solidaridad Nacional)

Alcaldes anteriores
- 2013 - 2014:[4] Robinson Aguirre Casimiro †,[5] del Movimiento Político Hechos y No Palabras (HyNP).
- 2011 - 2012: Ricardo Antonio Moreyra Morales.
- 2007-2010: Sergio Antonio Martínez Fernández.

### Policiales
- Comisario: Mayor PNP.

## Clima
La zona ofrece un clima variable en función de las zonas latitudinales existentes en la región. En el valle de Huanuco persiste un clima templado y seco, con gran transparencia en su atmósfera y con ciertas variaciones según las estaciones del año. En el distrito de Amarilis la temperatura media es de 19 °C y la máxima es de 26 °C, en el mes de abril a mayo y de 11 °C en el mes de julio.

## Festividades
- Agosto: Aniversario de la fundación de la ciudad de Huánuco
- Octubre: Señor de Burgos

## Hermanamientos
Palca, Bolivia 